# 何阿水
何阿水（1929年—1951年6月17日），男，台南州台南市安平人，中國共產黨黨員，1949年10月由何川吸收加入省工委台南市工委會，發展街頭支部，光明報事件後全省大搜捕，台南市工委會遭破獲，於1951年6月17日槍決於台北水源地刑場。
2013年列名北京西山無名英雄廣場，紀念在台灣被處決的「隱避戰線烈士」。

## 生平

### 加入省工委
何阿水，台南安平人，由安平商界名人何皆亨領養，兄長何川畢業於台南工業職業學校，1947年二二八事件爆發，對國民政府失望思想左傾，同年，於台北大同中學擔任教員，居住宿舍期間認識蔡瑞欽、郭琇琮、吳思漢，1947年5月經由郭琇琮介紹加入中國共產黨，由於郭琇琮是省工委早期成員，因此何川成為台北市工委成員，1947年何川返回台南任職台南工業職業學校，吸收何阿水加入了台南市工委會，由何秀吉領導。

### 身死馬場町
何阿水加入後，發展了謝水成、邱波林入黨成立街頭支部擔任小組長，1949年8月光明報事件爆發後，省工委最高領導人蔡孝乾變節，全省大搜捕，何川、何阿水等人皆遭到逮捕。
韓戰爆發之後，情勢急轉直下，在軍法處的省工委要角自知由於案情嚴重可能遭重判，以「吃麵包」為暗號，蘊釀越獄，1951年2月6日，何秀吉、邱焜棋、梅衡山、施教爐等人在軍法處趁機打開牢門持酒瓶攻擊獄警，參與的成員包含台南案、桃園案、凱、李凱南等人，陳英泰稱其為軍法處「吃麵包計畫」，越獄失敗後所有參與成員除施志聰、陳溪加重徒刑外其餘都遭判處死刑，連帶加速台南案的判決。原本，何阿水因加入不久就遭到逮捕，犯案情節也較輕，因此判處十五年徒刑，但是發生越獄案後，許多成員被加重判刑，何阿水因發展兩人以上組織，且居於組織支部領導地位，而成為案首之一。
1951年6月6日何阿水遭判處死刑，同年6月17日何阿水與同案鄭海樹、何秀吉(堂哥)、何川、黃武宗與台南工學院案唐朝雲、軒轅國權、曾錦堂、邱焜棋、梅衡山共十人槍決於水源地刑場。

### 平反
2018年10月5日，促進轉型正義委員會促轉三字第1075300110B號函文，正式撤銷受難者林慶雲君等1270人之刑事有罪判決暨其刑，其中(40)安潔字第 1187 號，有關何阿水共同意圖以非法之方法顛覆政府而著手實行之有罪判決暨其刑及沒收之宣告正式撤銷。

## 紀念
2013年10月 北京西山國家森林公園的無名英雄廣場上立有無名英雄紀念碑，為紀念來台灣在1950年代被處決「隱避戰線烈士」而設立，何阿水銘刻於紀念碑上，為中共國家安全部追認之中華人民共和國烈士。